# Louis Aronstein

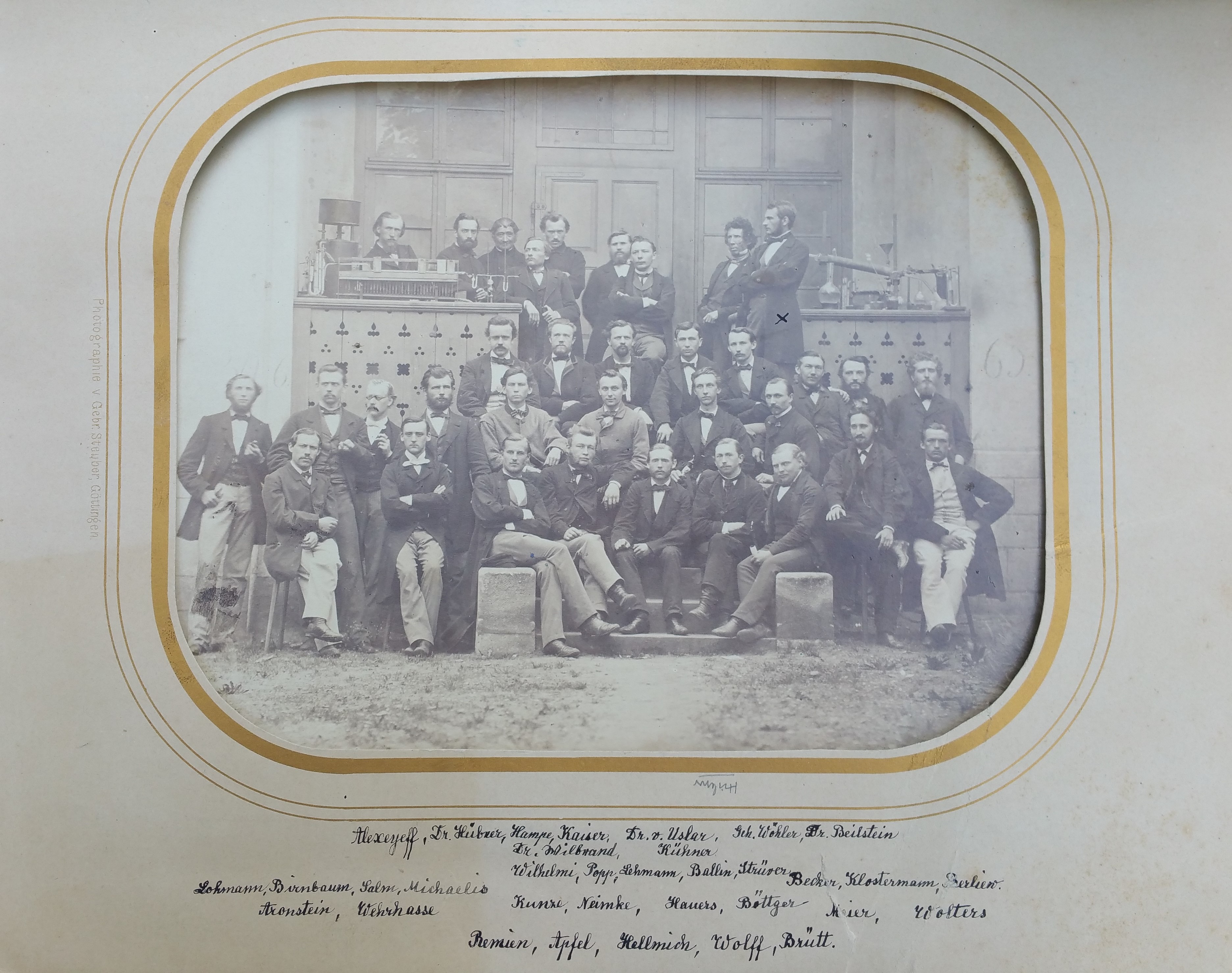
Aronstein im Juni 1863

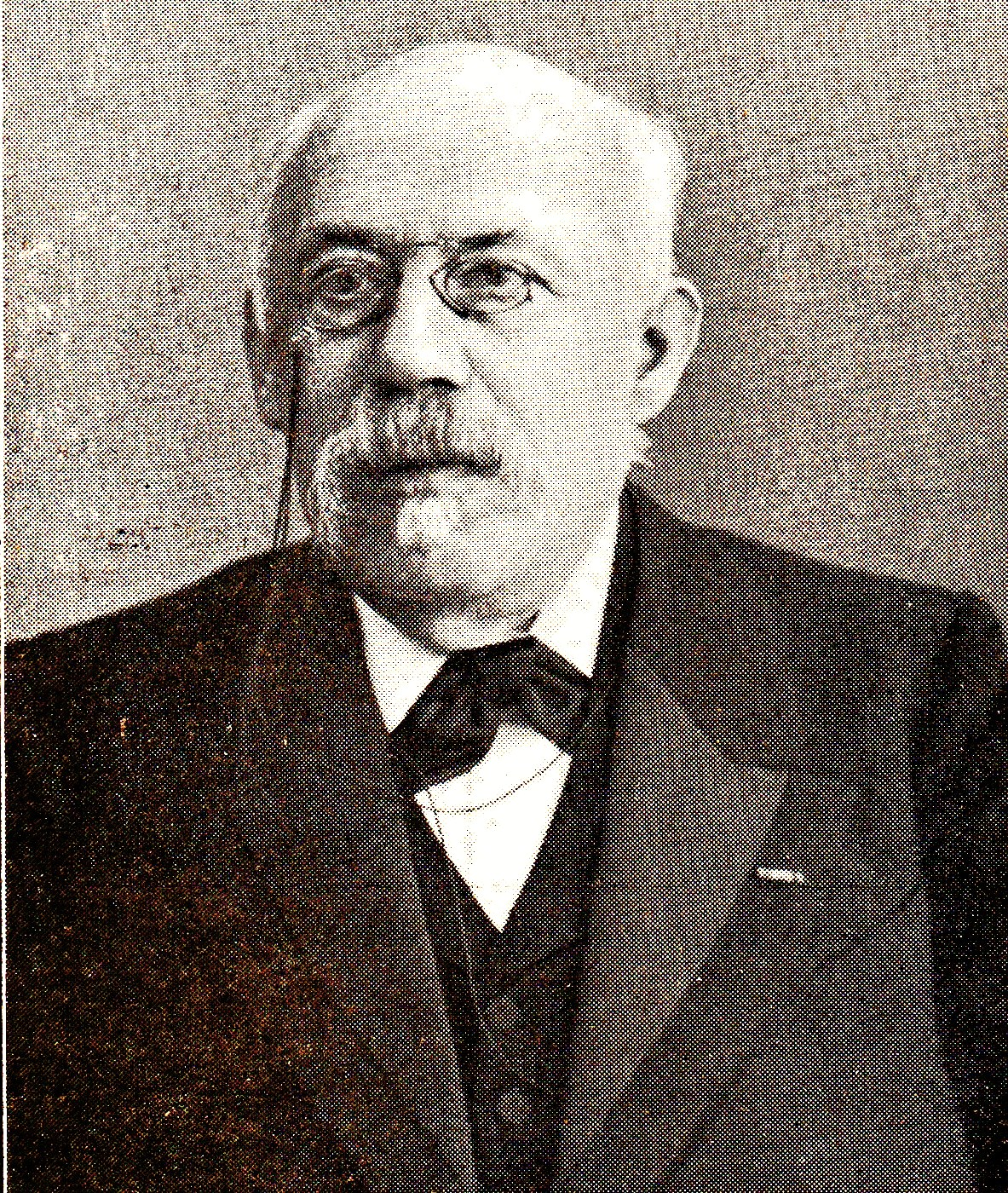
Louis Aronstein

Louis Aronstein, auch Ludwig Aronstein (* 25. Mai 1841 in Telgte; † 13. Februar 1913 in Den Haag), war ein deutscher Physiker und Chemiker.

## Leben
Aronstein studierte ab 1860 Chemie und Physik an der Georg-August-Universität Göttingen und wurde dort Mitglied des Corps Hannovera. Er wurde 1864 in Göttingen bei Hans Hübner mit einer Dissertation Ueber das Acroleïn zum Dr. phil. promoviert.
Nach einer Assistentenstelle am Physikalischen Institut der Universität Leiden wurde er 1867 zum Direktor der Höheren Bürgerschule (Hogereburgerschool) in Breda berufen. 1876 erhielt er seine Ernennung als Professor für Chemie an der Königlichen Militärakademie (Koninklijke Militaire Academie) in Breda. 1894 nahm er einen Ruf an das Königliche Polytechnikum Delft an, welches 1905 zur Technischen Hogeschool van Delft (heute:TU Delft) akademisch aufgewertet und mit dem Promotionsrecht ausgestattet wurde, und behielt diese Stelle bis zum Ende seines Berufslebens bei.
Louis Aronstein heiratete 1866 Rosalchen Lewin (1839–1914) aus Neuenrade, die beiden hatten einen Sohn, Friedrich Aronstein (1867–1931).

## Schriften
- Über das Acrolein. Göttingen: Dieterich 1864 (Diss.)
- Onderzoekingen over het moleculairgewicht van de zwavel volgens de kookpuntsmethode. Amsterdam: Müller 1898
- (Übers.) Jean Servais Stas: Untersuchungen über die Gesetze der chemischen Proportionen, über die Atomgewichte und ihre gegenseitigen Verhältnisse. Leipzig 1867

Seine Aufsätze finden sich in Justus Liebigs Annalen der Chemie, den Berichten der Deutschen Chemischen Gesellschaft, im Recueil des Travaux Chimiques des Pays-Bas sowie weiteren Quellen, wie den Jahresberichten über die Fortschritte der Chemie.